# Gaspard de Crombrugghe
Gaspard de Crombrugghe (Sint-Pieters-op-den-Dijk, 6 januari 1817 - 17 augustus 1864) was burgemeester van de Belgische gemeente Sint-Pieters-op-den-Dijk.

## Levensloop
Met de opmerkelijke voornamen Gaspard Melchior en Balthazar, in herinnering aan zijn geboorte op Driekoningendag, was hij de tweede zoon van Anselme de Crombrugghe.
Het is niet bekend of hij een beroep uitoefende, waarschijnlijk bleef hij 'rentenier'. Hij bleef vrijgezel en inwonen bij zijn ouders op het kasteel Rustenburg. De opvolging als burgemeester was normaal voorbehouden voor zijn oudste broer Anselme, maar die stierf nog een jaar eerder dan vader Anselme. Men vroeg dus aan Gaspard om de opvolging te nemen. 

## Burgemeester
Gaspard de Crombrugghe werd buiten de raad verkozen tot burgemeester (bevestigd bij K.B. van 16 februari 1852) en bleef dit tot aan zijn dood op zevenenveertigjarige leeftijd.
Sint-Pieters evolueerde toen stilaan van uitsluitend landbouwgemeente naar gedeeltelijk industriële activiteiten. Dit gebeurde vooral op het gedeelte van de gemeente dat zich het dichtst bij Brugge bevond, de wijk Scheepsdale. Daar investeerden de families Desclée en de Brouwer in installaties voor gasdistributie en later in een drukkerij en uitgeverij. De familie Serweytens vestigde er een uitgebreide handel in hout uit het hoge noorden. Ook hofbouwkundigen kwamen er zich vestigen, in de eerste plaats de familie Vincke die op ruime schaal laurier en andere planten kweekte.
De Crombrugghe zat voor het laatst de gemeenteraad voor op 17 juni 1864. Twee maanden later overleed hij.
Hij werd opgevolgd door Jan Stragier.